# Une seconde chance (téléfilm)
Pour les articles homonymes, voir Une seconde chance.
Une seconde chance (Their Second Chance) est un téléfilm américain réalisé par Mel Damski, et diffusé le 9 février 1997.

## Synopsis
Barbara Colvin est grand-mère pour la première fois. Cet événement la replonge dans le drame de sa vie : trente ans auparavant, elle a été obligée d'abandonner sa première fille qu'elle n'a jamais revue. Poussée par sa sœur, elle entreprend des démarches pour retrouver cette enfant qui lui a tant manqué. Ce qu'elle ignore, c'est que sa fille, nommée Laurie, a entamé des recherches pour la retrouver afin de comprendre les raisons de son adoption.

## Fiche technique
- Titre original : Their Second Chance
- Réalisation : Mel Damski
- Scénario : Michael Zagor, Stephen Harrigan
- Photographie : Ron Stannett
- Musique : Douglas M. Lackey
- Durée : 90 minutes
- Pays :  États-Unis

## Distribution
- Lindsay Wagner : Barbara Colvin
- Perry King : Larry Kellum
- Tracy Griffith : Laurie
- Sheila Moore : Brenda
- Chris Owens : Jeff Colvin
- Melanie Shatner : Dawn
- Ken Tremblett : Scott
- Nicholas Lea : Roy
- Robin Douglas : Mrs. Braddock
- Jerry Wasserman : Gordon
- Merrilyn Gann : Lillian
- Kirsten Alter : Susan
- D.J. Truber : Phillip